# 佩里·怀特
佩里·怀特（英語：Perry White）是一个出现在超人漫画系列中的虚构角色。他是位于大都会的报纸《星球日报》的总编辑，是克拉克·肯特的顶头上司。根据《超人的冒险》一集“犯罪浪潮”和后续的漫画当中，怀特是一个获奖记者甚至担任上了大都会的市长一职。他在成为《星球日报》的总编之前一直在大都会的《每日星报》里在乔治·泰勒手底下担任助理编辑。
佩里·怀特通常被赋予了一个强硬、可笑但非常公平的老板形象，保持着非常高的道德和新闻标准，在各种作品中提供笑料。他训斥属下时最出名的口头禅是“不要叫我‘头儿’！”（Don't call me "Chief"!）和“见凯撒大帝的鬼！”（Great Caesar's ghost!）。

## 虚构角色传记

### 电视剧
佩里·怀特在电视剧集《超人的冒险》中由演员朱利安·娜出演。其在1940年2月14日播出的系列的第二集中首次出现。这个角色在那年的晚些时候被转换进入超人漫画中。

### 黄金和白银时期的历史
在最早的超人漫画中克拉克肯特和露易丝莱恩为一个每日星报叫做乔治·泰勒的编辑工作。 然而，这种情况很快就改变了，佩里·怀特作为一个新更名的《星球日报》的编辑而首次登场。

## 其他媒體

### 电视剧
- 在1950年代的电视剧《超人的冒险》（Adventures of Superman）中佩里·怀特由约翰·哈密尔顿（John Hamilton）扮演，著名的“见凯撒大帝的鬼！”和“不要叫我‘头儿’！”便来自于此，并且也进入漫画中成为口头禅。剧中还透露佩里在成为《星球日报》的主编之前曾担任过一届大都会的市长。
- 在1990年代的电视剧《露易丝和克拉克：超人新冒险》（Lois and Clark: The New Adventures of Superman）中佩里·怀特由莱恩·史密斯（Lane Smith）扮演，在剧中是一个喜欢（特别是猫王的）摇滚乐的婴儿潮世代人，除了“见凯撒大帝的鬼！”之外还喜欢嚷嚷“猫王的大影！”（Great shades of Elvis!），而且自己因为一心扑在工作上导致婚姻紧张。
- 在2001～2011年播出的《超人前传》（Smallville）中，佩里·怀特由喜剧演员迈克尔·麦基恩（Michael McKean）饰演，在第三季第5集登场，在剧中被透露曾经是大都会最有名的记者，但是因为冒犯了卢瑟集团的总裁莱诺（莱克斯·卢瑟的父亲）而被从《星球日报》解职变成了一个酗酒颓废的小报记者，但始终仍不甘心放弃追求新闻的热情，最后还提出愿意引荐克拉克进入新闻界。他的那句“不要叫我‘头儿’！”的口头禅也在剧中出现，只不过是被当地警长用来训斥他。从第四季开始，佩里重新被《星球日报》雇用。在第九季第20季，佩里作为克拉克寡居的母亲玛莎的新男友重新登场（麦基恩和玛莎的演员安妮特·奥图勒在现实中就是夫妻）。在剧集的第十季最终集的最后桥段中，佩里已经成为了《星球日报》的主编，在办公室里电话上不断批判刚刚竞选成为美国总统的卢瑟，并且嚷嚷着“见凯撒大帝的鬼！”催促露易丝·莱恩交稿。

### 電影
- 在克里斯托弗·里夫主演的电影《超人》和三部续集《超人II》、《超人III》、《超人IV》中，佩里·怀特由小杰基·库伯（Jackie Cooper Jr.）扮演，被描述成一个十分乖僻的上司，时刻提醒属下不要忘了自己为《星球日报》工作了一辈子，还时常唠叨“好记者拿不到好故事——好记者要创造好故事”。库伯在片中“不要叫我‘头儿’！”的口头禅也被故意搞笑改成了“不要叫我‘糖儿’！”（don't call me "suger"!）。根据导演李察·唐纳时候透露，当时最初选定的演员基南·怀恩（Keenan Wynn）因为突发心脏病无法参与拍摄，而库伯因为有护照可以马上赶去试镜，所以最后角色就给了他。
- 在布莱恩·辛厄2006年导演的电影《超人归来》中，佩里·怀特的角色原先想让休·劳瑞扮演，但是因为与劳瑞拍摄电视剧《豪斯医生》的档期冲突（讽刺的是，辛厄本人也是这部剧的执行制片人），不得不该让弗兰克·兰格拉扮演。
- DC擴展宇宙：由勞倫斯·費許朋飾演。
  - 《超人：鋼鐵英雄》（2013年）
  - 《蝙蝠俠對超人：正義曙光》（2016年）
- DC宇宙：由溫德爾·皮爾斯飾演。
  - 《超人》（2025年）

## 外部連結
- Perry White （页面存档备份，存于） on DC Database, an external wiki, a DC Comics wiki